# Bali Loku
Bali Loku is een bestuurslaag in het regentschap West-Soemba van de provincie Oost-Nusa Tenggara, Indonesië. Bali Loku telt 1305 inwoners (volkstelling 2010).